# Râul Valea Căpățânelor
Râul Valea Căpățânelor este un curs de apă, afluent al râului Valea Brusturetului. 